# Mustaschblomstickare
Mustaschblomstickare (Diglossa mystacalis) är en fågel i familjen tangaror inom ordningen tättingar.

## Utseende och läte
Mustaschblomstickare är en liten och aktiv sångarliknande tätting med den för släktet typiska uppböjda och krokförsedda näbben, lite som en burköppnare. Denna art är omisskänligt svart med tydligt vitt mustaschstreck och rödaktig undergump. Vissa bestånd har en varierande stor röd och vit fläck på bröstet. Könen är lika. Sången består av en snabb ramsa med ljusa visslingar.

## Utbredning och systematik
Mustaschblomstickare förekommer i Anderna och delas in i fyra underarter med följande utbredning:
- Diglossa mystacalis unicincta – norra Peru (från Amazonas söderut till centrala Huánuco)
- Diglossa mystacalis pectoralis – centrala Peru (från centrala Huánuco till Junín)
- Diglossa mystacalis albilinea – södra Peru (från Ayacucho till Puno)
- Diglossa mystacalis mystacalis – nordvästra Bolivia (La Paz, Cochabamba och västra Santa Cruz)

## Levnadssätt
Mustaschblomsterpickaren hittas i höga bergstrakter, i fuktiga miljöer vid eller ovan trädgränsen. Likt andra blomstickare livnär den sig på nektar som den tar genom att punktera blommor med den speciellt utformade näbben.

## Status
Arten har ett stort utbredningsområde och beståndet anses stabilt. Internationella naturvårdsunionen IUCN listar den därför som livskraftig (LC).